# COVID-19 Case-Cluster-Study
Die COVID-19 Case-Cluster-Study (Covid-19-Fallcluster-Studie) – in den Medien häufig als Heinsberg-Studie bezeichnet – ist eine Studie über Ausbreitung und Verlauf der durch das SARS-CoV-2 ausgelösten COVID-19-Pandemie in Gangelt. Sie wurde von der Landesregierung von Nordrhein-Westfalen zusammen mit dem Kreis Heinsberg und dem Institut für Virologie an der Universität Bonn initiiert und vom Direktor des Instituts Hendrik Streeck geleitet. Die Landesregierung finanzierte die Studie mit.
In der Öffentlichkeit wurde sie vom 6. bis zum 12. April 2020 von der Berliner PR-Agentur StoryMachine bei Facebook und Twitter als Heinsbergprotokoll und Heinsberg-Protokoll vermarktet.
Im November 2020 wurde im Zuge der Studie in Nature Communications ein Artikel unter dem Titel Infection fatality rate of SARS-CoV2 in a super-spreading event in Germany veröffentlicht.

## Hintergrund
Im Kreis Heinsberg wurde – vermutlich infolge einer Karnevalssitzung in Gangelt, an der ein infiziertes Ehepaar teilnahm – die erste größere Ausbreitung der COVID-19-Pandemie in Deutschland verursacht. Die Pandemie trat im Kreis Heinsberg seit dem 27. Februar 2020 mit im deutschlandweiten Vergleich hohen Fallzahlen (Infektionen und Todesfälle) als Teil der COVID-19-Pandemie in Erscheinung, wobei Superspreading-Ereignisse eine Rolle spielten. Heinsberg gilt in Deutschland als „Erstregion“ und „Epizentrum“ der Pandemie.

## Studie

### Ziele
Die Studie sollte Letalität, Dunkelziffern und Immunität bezüglich SARS-CoV-2 untersuchen und Handlungsempfehlungen geben.

### Vorgehen
Die Studie begann am 30. März 2020 und war auf eine Dauer von vier Wochen ausgelegt. Etwa 600 Haushalte wurden per Serienbrief zur Teilnahme gebeten. Insgesamt nahmen bis zum 8. April 2020 etwa 1000 Einwohner aus etwa 400 Haushalten teil.
Es wurden Fragebögen ausgefüllt, Rachenabstriche genommen und Blut auf das Vorliegen von Antikörpern getestet. Dabei wurde ein ELISA-Antikörpertest der Firma Euroimmun verwendet.

### Zwischenergebnisse
Erste Ergebnisse der Studie wurden am 9. April 2020 über Facebook und Twitter veröffentlicht. In diese erste Auswertung gingen die Daten zu 509 Personen ein. Es sei eine bestehende Immunität von etwa 14 % der Teilnehmer festgestellt worden, etwa 2 % der Personen hätten eine aktuelle SARS-CoV-2-Infektion aufgewiesen, die Infektionsrate habe etwa 15 % betragen und die „Letalität (case fatality rate) bezogen auf die Gesamtzahl der Infizierten in der Gemeinde Gangelt“ betrage mit den vorläufigen Daten aus dieser Studie ca. 0,37 %. Dieser Wert wird mit dem von der Johns Hopkins University ermittelten naiven Bestätigter Fall-Verstorbenen-Anteil (englisch naive confirmed case fatality rate) verglichen, welcher zu der Zeit 1,98 % betragen hätte und damit auf gut 5-fachem Niveau liege. Dieser Unterschied resultiert daher, dass die Heinsberg-Studie darauf abzielt, durch die Auswahl der Infizierten als Stichprobe einen Infizierten-Verstorbenen-Anteil abzubilden, also eine Sterblichkeit bezogen auf die Anzahl insgesamt infizierter Menschen, während die Johns Hopkins University eine Quote der bestätigten Toten bezogen auf die bestätigten Fälle berechnet, mit unklaren Testerhebungen und hohen Dunkelziffern. Die in der Vorabveröffentlichung genannte Letalität der Johns Hopkins University wird in der Fachliteratur als naiver Fall-Verstorbenen-Anteil (englisch naive case fatality rate) bezeichnet, da sie die systemischen Verzerrungen in einer laufenden Seuche nicht berücksichtigt; die Zahlen der unterschiedlichen Schätzungen der Letalität, naiver Fall-Verstorbenen-Anteil (englisch naive case fatality rate), Fall-Verstorbenen-Anteil (englisch case fatality rate) und Infizierten-Verstorbenen-Anteil (englisch infection fatality rate) (Tote pro Infizierten) unterscheiden sich prinzipiell und können daher nicht gleichgesetzt werden, werden aber häufig verwechselt.
Die Daten – so Streeck – zeigten, dass die meisten Infektionen nicht in Restaurants oder Supermärkten stattgefunden hätten, sondern an Stätten mit „viel Gesang und Tanz“.
In einer Pressekonferenz am 9. April 2020 mit dem Ministerpräsidenten von NRW, Armin Laschet, empfahl Streeck der Politik, in die Phase 2 der Einschätzung der Deutschen Gesellschaft für Krankenhaushygiene einzutreten, das heißt mit der Rücknahme der Beschränkungen für die Bevölkerung zu beginnen.

### Ergebnisse
Am 4. Mai 2020 stellten Hendrik Streeck, Gunther Hartmann und Ko-Autoren in einer Vorveröffentlichung weitere Ergebnisse vor. Von 919 Personen aus 405 zufällig ausgewählten Haushalten in Gangelt waren 138 positiv auf Antikörper getestet worden (15,02 %). Statistisch korrigierte IgG-Werte ergaben eine Infektionsrate von 15,5 %. Sieben Menschen waren an COVID-19 gestorben, was hochgerechnet einen Infizierten-Verstorbenen-Anteil (IFR), der im Gegensatz zum Fall-Verstorbenen-Anteil (CFR) auch asymptomatische Fälle umfasst, von 0,36 % ergibt (Konfidenzintervall 0,29 % bis 0,45 %). Ausgehend von den IFR-Werten in Gangelt und der Anzahl von offiziell 6575 COVID-19-Toten in Deutschland (Angaben des Robert Koch-Instituts vom 2. Mai 2020) ergibt sich nach den Autoren eine geschätzte Anzahl von 1,8 Millionen Infizierten in Deutschland. Wie die Autoren selbst einschränken, hätte sich bei Erweiterung des Erhebungszeitraums über den 6. April hinaus aber eine IFR von 0,41 % ergeben, da bis zum 20. April eine weitere Person an COVID-19 verstarb. Außerdem bemerkten die Autoren hinsichtlich der Übertragbarkeit der IFR-Daten, dass der Zusammenhang mit dem Karnevalsgeschehen auch die IFR beeinflusst haben könnte, da sowohl das Infektionsrisiko als auch die Anzahl der Symptome bei Personen höher war, die auf einer Karnevalsveranstaltung waren. Eine mögliche Erklärung ist eine höhere Viruslast durch lauteres Sprechen und Singen auf den Sitzungen.
22 % der Infizierten gaben an, überhaupt keine Symptome gehabt zu haben. Das Infektionsrisiko hing in Haushalten von ein bis vier Personen nicht von der Anzahl der Personen ab. Die Studie fand wider Erwarten auch einen relativ mäßigen Anstieg des sekundären Infektionsrisikos mit der Anzahl der Personen im Haushalt: vom grundlegenden Infektionsrisiko von 15,5 % stieg es bei zwei Personen im Haushalt für die zweite Person auf 43,6 %, bei drei Personen im Haushalt für die zweite und dritte Person jeweils auf 35,7 % und bei vier Personen im Haushalt für die zweite, dritte und vierte Person jeweils auf 18,3 %. Die Ursache ist unbekannt, liegt den Autoren nach aber möglicherweise daran, dass die anderen Haushaltsmitglieder eine gewisse Immunität erworben haben, die sich nicht in den ELISA-Tests widerspiegelt. In Haushalten mit mindestens einem infizierten „Kind unter 18 Jahren“ war die Ansteckungswahrscheinlichkeit der anderen Personen im Haushalt bei Drei-Personen-Haushalten 66,6 % und bei Vier-Personen-Haushalten 33,3 %.

### Finanzierung
Die Landesregierung von NRW finanziert die Studie mit 65.315 Euro. Die Öffentlichkeitsarbeit wird separat von mindestens drei Unternehmen der Privatwirtschaft mit mehr als 60.000 Euro finanziert, mehr als die Hälfte davon durch StoryMachine selbst. Hendrik Streeck erwartet Gesamtkosten der Studie von etwa 250.000 Euro, die überwiegend aus Mitteln der beteiligten Institute der Universität beglichen würden, die 65.315 Euro des Landes NRW deckten nicht einmal den Materialbedarf.

## Öffentlichkeitsarbeit

Logo der Studie bei Facebook und Twitter

Die Studie wurde von der PR-Agentur StoryMachine vom 6. bis zum 12. April 2020 mit zehn Mitarbeitern begleitet. Bei Facebook und Twitter wurden, ungewöhnlich für eine wissenschaftliche Studie, zahlreiche Beiträge gepostet. Philipp Jessen, ehemaliger Stern.de-Chef und Geschäftsführer der Agentur, die sonst wenig öffentlich in Erscheinung tritt, sagte dazu, Ziel sei es, „dieser wissenschaftlichen Arbeit größtmögliche Öffentlichkeit und Sichtbarkeit zu ermöglichen.“
Die Öffentlichkeitsarbeit von StoryMachine – gegründet von Kai Diekmann, Jessen und Michael Mronz – wird nicht vom Land NRW finanziert. Die Agentur erhält laut Mronz weder Gelder aus Steuermitteln noch von der Uniklinik Bonn. Stattdessen erhält StoryMachine laut Jessen 30.000 Euro von zwei Unternehmen – Deutsche Glasfaser und Gries Deco Holding – für das Projekt und trage den Rest selbst. Mronz ist mit Streeck „schon lange privat“ bekannt. Die SPD-Politikerin Sarah Philipp kritisierte diese Konstellation als „unlauteren Wettbewerbsvorteil“, weil Streeck den Auftrag an Mronz vergeben habe. Der Wissenschaftsjournalist Joachim Müller-Jung kommentierte, Streeck habe einer fachlich völlig unversierten Marketingagentur „Propaganda-Prokura“ gegeben. Der Deutsche Rat für Public Relations untersucht die Rolle der Agentur auf mögliche Verstöße gegen das Transparenzgebot.
Dagegen wurde bekannt, dass StoryMachine bei potentiellen Mitfinanzierern des Projekts damit warb, dass die Zielstellung der Studienbegleitung die Schaffung eines Narrativs zur Lockerung der Sanktionen sei. So erklärte u. a. Annette Leßmöllmann, es sei der Eindruck entstanden, die Ergebnisse seien schon vorher bekannt gewesen und es sei darauf hingearbeitet worden, um der Öffentlichkeit folgende Botschaft zu vermitteln: „Die Lockerung des Lockdowns ist eine gute Sache, und wir werden euch Fakten liefern“. Das sei ein Versprechen, das „von der Wissenschaft eigentlich nicht gemacht werden“ könne. Dem Magazin Kontraste zufolge machte Ministerpräsident Armin Laschet zudem mehrfach falsche Angaben zu der studienbegleitenden PR-Arbeit. So habe Laschet Mitte April mehrfach Unkenntnis über die begleitende PR-Arbeit geäußert und noch am 19. April gesagt, er wisse nicht, „[w]elche PR-Agentur da wie was macht, ob das begleitet wird, ob man Herrn Streeck dabei hilft, die Presseanfragen aus aller Welt koordiniert zu beantworten“. Die Landesregierung habe nichts von einer PR-Begleitung der Studie gewusst. Tatsächlich sei Laschet aber bereits Anfang April über die PR-Aktivitäten von Storymachine zur Studie informiert worden.
Zur Kritik an der Begleitung der Studie durch StoryMachine sagte Streeck: „Die Unterstützung haben wir vom ersten Moment an klar und transparent deutlich gemacht. [...] Im Sinne der maximalen Transparenz gegenüber der Öffentlichkeit habe ich dieses Angebot gerne angenommen, und mit der Leitung des Universitätsklinikums abgestimmt.“

## Rezeption

### Zwischenergebnisse
Nach der Bekanntgabe der Zwischenergebnisse wurden u. a. Methode und Aussagekraft der Studie sowie die Rollen von Ministerpräsident Laschet und StoryMachine kritisiert.

#### Wissenschaftler
Christian Drosten, Lehrstuhlinhaber und Institutsdirektor an der Charité in Berlin, kritisierte die Studie und die Empfehlungen Streecks. Falls ein ungeeigneter Antikörpertest verwendet worden sei, ergäbe sich technisch bedingt eine hohe Rate falsch-positiver Ergebnisse. Zudem, so Drosten weiter, könne er aus der gehaltenen Präsentation aufgrund der mangelnden Erklärungen nichts ableiten. Streeck erwiderte: „Das muss natürlich schlussendlich die Politik entscheiden. Wir liefern Daten und Fakten.“ Streeck ist Mitglied einer Expertengruppe in Nordrhein-Westfalen, die als Beratung der Politik Empfehlungen zur Lockerung der Beschränkungen vorlegte.
Drosten sagte weiterhin, dass ein Wert von 0,37 % Sterblichkeit pro Infektionsfall ungefähr dem entspreche, wovon man bereits in Vorüberlegungen mit Politikern und Wissenschaftlern Wochen vor Einführung der Kontaktsperren ausgegangen sei. Die angegebene Rate von 15 % Immunität hinterfragte er; man müsse sehen, ob dies eingehende Diagnosen oder nur Labortests seien, die häufig falsch-positiv anzeigten und Bestätigungsuntersuchungen im Labor brauchten. Er bat um Aufklärung darüber, ob diese Tests stattgefunden hätten, um die Zahlen der Politik und Öffentlichkeit richtig zu übersetzen.
Alexander Kekulé, Lehrstuhlinhaber an der Martin-Luther-Universität Halle-Wittenberg, bezeichnete in seinem Podcast in einer ersten Stellungnahme die Studie als „Sonderfall“ und riet dazu, mit Empfehlungen aufgrund der Studie vorsichtig zu sein. Er äußerte sich hinsichtlich der Letalität, dass die Zahl sich in dem Bereich befinde, mit dem man gerechnet habe. In bisher 31 Studien mit insgesamt 53.631 positiv getesteten Fällen kam man damals auf eine sehr schwach evidenzbasierte Schätzung von etwa 0,3 % bei einem 95%-Konfidenzintervall von 0,0 % bis 1,0 %.
Gérard Krause, Epidemiologe am Helmholtz-Zentrum für Infektionsforschung, kritisierte zunächst, dass in den ausgewählten Haushalten alle Personen getestet und in die Berechnungen einbezogen wurden. Man dürfe „keineswegs alle Ergebnisse aus diesen Haushalten nehmen und in Prozent umrechnen, sondern allenfalls eine Person pro Haushalt.“ Später korrigierte er sich dahingehend, er habe sich in seinem ursprünglichen Statement nicht konkret auf die Heinsberg-Studie bezogen, „sondern auf allgemeine Aspekte bei Studien dieser Art hingewiesen.“ Er habe mit einem an der Studie Beteiligten gesprochen und sähe „keinen Anlass, Versäumnisse bei der epidemiologischen Methodik zu vermuten oder gar zu unterstellen.“
Simon Clarke, Mikrobiologe an der University of Reading, wies darauf hin, dass die These, dass das Vorhandensein von Antikörpern eine Immunität beweise, nicht gesichert sei. David Heymann von der London School of Hygiene and Tropical Medicine wies auf die Möglichkeit von falsch-positiven Antikörpertests hin und gab zu bedenken, dass es aufgrund der Erfahrungen bezüglich der Immunität bei anderen Coronaviren verfrüht sei, eine Herdenimmunität zu postulieren. Keith Neal, emeritierter Professor für Epidemiologie, hingegen kommentierte die Studie als gutes Zeichen, dass die Mortalität der Erkrankung geringer sei als bisher angenommen, wies aber auch darauf hin, dass die Ergebnisse von der Qualität des verwendeten Antikörpertests abhingen.
Christiane Woopen, selbst Mitglied des NRW-Expertenrats, kritisierte in einer Talkshow Streeck wegen seiner Empfehlungen, da man „aus Zwischenergebnissen einer Studie letztlich keine politischen Handlungsempfehlungen ziehen kann.“ Zum Termin der Pressekonferenz am 9. April 2020 habe sie sich im Expertenrat „sogar dagegen ausgesprochen“.
Streeck zeigte sich „über die Aussage von Frau Woopen sehr überrascht (...) da im Expertenrat nie darüber gesprochen wurde, wann wir die Zwischenergebnisse präsentieren würden.“ Es habe auch keine Vorgaben gegeben, „wie und wann eine Veröffentlichung geschehen soll.“

#### Politiker
Mehrere Ministerpräsidenten, der Bundeswirtschaftsminister Peter Altmaier und Bundeskanzlerin Angela Merkel warnten vor voreiligen Schritten und mahnten, nicht leichtsinnig zu sein. NRW-Ministerpräsident Laschet besprach die Studie am 15. April 2020 mit der Bundeskanzlerin und den Chefs der anderen Landesregierungen. Eine von Laschet eingesetzte Expertengruppe, der unter anderem Hendrik Streeck, Udo Di Fabio, Christiane Woopen und Christoph M. Schmidt angehören, hatte vorgeschlagen, „einzelne Bereiche des öffentlichen Lebens nach und nach wieder zuzulassen und Eindämmungsmaßnahmen differenzierter zu steuern“, darunter Schulen, Universitäten und den Einzelhandel. Schon zuvor, am 14. April 2020, kündigten er und die zuständigen Landesminister die Öffnung von Schulen und Kindertagesstätten ab 20. bzw. 27. April an. Die Regierungschefs beschlossen abweichende Termine.

#### Journalisten
Kathrin Zinkant merkte in der Süddeutschen Zeitung an, dass die eineinhalbseitige Pressemitteilung, welche die Verkündung vorläufiger Ergebnisse begleitete, nicht die Kriterien für eine wissenschaftliche Vorveröffentlichung („Preprint“) erfülle.
In einer ausführlichen Analyse rekonstruierten Christian Schwägerl und Joachim Budde den Gesamtkomplex der Studie, ihrer Anbahnung, der Verstrickung mit der begleitenden, medialen Kampagne durch StoryMachine, der persönlichen Motive von Streeck, seiner Rolle im Expertengremium von NRW-Ministerpräsident Laschet sowie der Rezeption der über soziale Medien, die Pressekonferenz und den „Zwischenbericht“ (so von den Autoren in Anführungszeichen gesetzt) verfolgten Kampagne. Die Autoren zitierten Annette Leßmöllmann, Inhaberin des Lehrstuhls für Wissenschaftskommunikation am Karlsruher Institut für Technologie, mit den Worten: „Hier werden PR und Journalismus extrem geschickt vermischt.“ und berichteten weiter, dass sich die Macher des Heinsberg Protokolls, also StoryMachine, am Ostersonntag um 18 Uhr bei Twitter vorläufig von ihrem Publikum verabschiedet hätten, pünktlich „zum Abschluss der Lockdown-Lockerungs-Offensive des nordrhein-westfälischen Ministerpräsidenten“.

### Ergebnisse

#### Wissenschaftler
Christian Drosten sagte, man könne dem Manuskript keine Rohdaten der bestätigten Antikörpertestung entnehmen, „also nicht nur der ELISA, die Anfangswerte, sondern auch die Bestätigung durch den Neutralisationstest.“ Diese hätten die Autoren zwar gemacht, aber die Ergebnisse in die Auswertung nicht hineingerechnet. Er sei sich nicht sicher, „ob man das einfach so machen darf, das alles so direkt umzurechnen auf landesweite Meldezahlen.“ Er glaube, es gebe Effekte, die man in den Überschlagsrechnungen nicht in Betracht gezogen habe.
Gérard Krause bezeichnete die Studie als eine „sehr gute Ausgangsbasis“; eine Hochrechnung auf Deutschland sei wegen der geringen Zahl von Todesfällen aber „schwierig.“

#### Journalisten
Stephan Sahm, Christoph Sahm sowie Journalisten des SWR kritisieren, dass sich eine Anzahl von 1,8 Millionen Infizierten im Bundesgebiet aus der Studie nicht herleiten ließe. Die Studie enthalte statistische Fehler. Bei einem 95-%-Vertrauensbereich läge die obere Grenze bei 0,7 % Infektionssterblichkeit, nahezu das doppelte des in der Studie angegebenen Wertes. Die Sterblichkeit in Deutschland ließe sich aufgrund der Studie nur mit großer Unsicherheit abschätzen. Dies hätten die Autoren der Studie jedoch nicht dargestellt. Die Autoren der Studie wiesen diese Kritik zurück: Die Zahl von 1,8 Millionen Infizierten sei klar als Beispielrechnung ausgewiesen, eine Abschätzung der Todesrate in ganz Deutschland sei nicht Gegenstand der Studie. Deshalb ginge diese Kritik an den Zielen der Arbeit vorbei.

## Wissenschaftliche Arbeiten im Kontext
Bezüglich des in der Heinsberg-Studie verwendeten Testsystems wurden Fragen hinsichtlich der Reliabilität aufgeworfen. Zur in Frage stehenden Kreuzreaktivität gab Streeck in einem Interview an, dass der Hersteller des verwendeten Antikörpertests diesen zuvor an 1.600 Seren von Blutspendern überprüft habe. Hierbei hätte man bei einer Kreuzreaktivität falsch positive Testergebnisse finden müssen, da ca. fünf bis zehn Prozent der Bevölkerung bereits mit anderen Coronaviren als Sars-CoV-2 infiziert gewesen seien. Da dies jedoch offenbar nur zu einem sehr geringen Teil der Fall gewesen sei, gebe der Hersteller die Spezifität mit mehr als 99 Prozent an.
Eine am 20. März 2020 vorläufig veröffentlichte Studie der Forschungsgruppe um Christian Drosten stellte in einer Validierung eines Prototyps des in der Heinsberg-Studie verwendeten kommerziellen ELISA-Systems eine Kreuzreaktivität zum gängigen Erkältungsvirus HCoV OC43 fest. Ob der Test zum Zeitpunkt der Heinsberg-Studie so weit weiterentwickelt war, dass diese Kreuzreaktivität verringert oder gar ausgeschlossen werden konnte, ist nach Einschätzung der Zeit unklar.
Eine am 6. April 2020 vorläufig veröffentlichte Studie der Fudan-Universität in Shanghai untersuchte 175 Patienten mit überstandener COVID-19 bezüglich ihrer Antikörperbildung mittels ELISA und nachgeschaltetem Neutralisationstest. Die Autoren kamen zu dem Schluss, dass bei 10 Patienten keine messbare Antikörperbildung vorliege und bei rund einem Drittel der Patienten nur eine niedrige, quantitativ messbare Antikörperantwort vorliege. Aufgrund der erhobenen Daten stellten die Autoren die regelhafte Ausbildung einer antikörpervermittelten Immunität bei milden Verläufen in Frage und empfahlen weitere Untersuchungen. Der Neutralisationstest stellt in der medizinischen Virologie den Goldstandard zur Bestimmung schützender und damit Immunität erzeugender Antikörper dar.
Am 10. April 2020 berichtete eine Vorveröffentlichung von weiteren Kreuzreaktionen des ELISA-Systems. Bei einem Vergleich mehrerer kommerzieller Testsysteme fiel der Euroimmun-ELISA durch Kreuzreaktionen mit Antikörpern unter anderem gegen Adenoviren und das Humane Coronavirus HKU1 auf. Die Kreuzreaktivität nahm mit dem Vorhandensein mehrerer Erkältungsvirenantikörper in den Blutproben zu.
Das Robert Koch-Institut kündigte drei Studien in Deutschland an. Bei den Untersuchungen sollen Blutproben auf Antikörper untersucht werden.